# Lierville
Lierville est une commune française située dans le département de l'Oise en région Hauts-de-France.

## Géographie

### Localisation

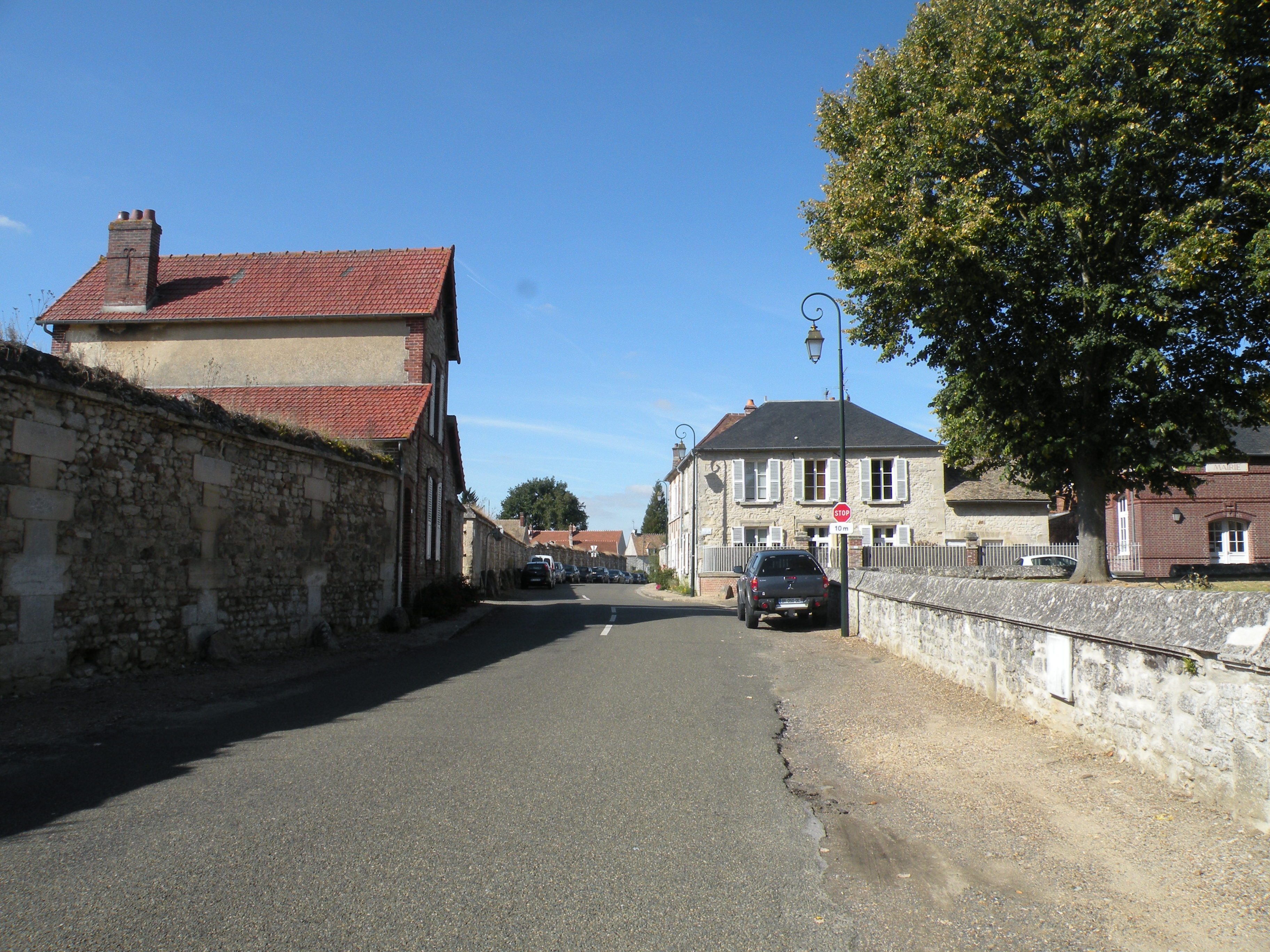
Une rue.

Lierville est un village du Vexin français du sud de l'Oise et limitrophe du val-d'Oise, situé à vol d'oiseau à 9 km au nord-est de Magny-en-Vexin, 12 km au sud-est de Gisors et 62 km de Rouen, 9 km au sud de Chaumont-en-Vexin, 31 km au sud-ouest de Beauvais, 19 km à l'ouest de Méru et 23 km au nord-ouest de Pontoise.
Le sentier de grande randonnée GR 11 passe dans le village.
La commune se trouve dans l'aire d'attraction de Paris, dans la zone d'emploi de Beauvais et dans le bassin de vie de Magny-en-Vexin.

### Communes limitrophes
Les communes limitrophes sont  Boubiers, Bouconvillers, Hadancourt-le-Haut-Clocher, Lavilletertre, Liancourt-Saint-Pierre et Nucourt.
| Boubiers                   |                    | Liancourt-Saint-Pierre |
| Hadancourt-le-Haut-Clocher | Lierville          | Lavilletertre          |
|                            | Nucourt Val-d'Oise | Bouconvillers          |

### Géologie et relief
La superficie de la commune est de 7,75 km2 ; son altitude varie de 76  à   132 mètres.
En 1859, Jean-Baptiste Frion indiquait que le territoire communal était « généralement plat; il est seulement traversé en partie par un ravin profond qui s'élargit et devient un vallon à la limite méridionale, où surgit une source qui s'écoule sur la commune de Lavilletertre ».

### Hydrographie

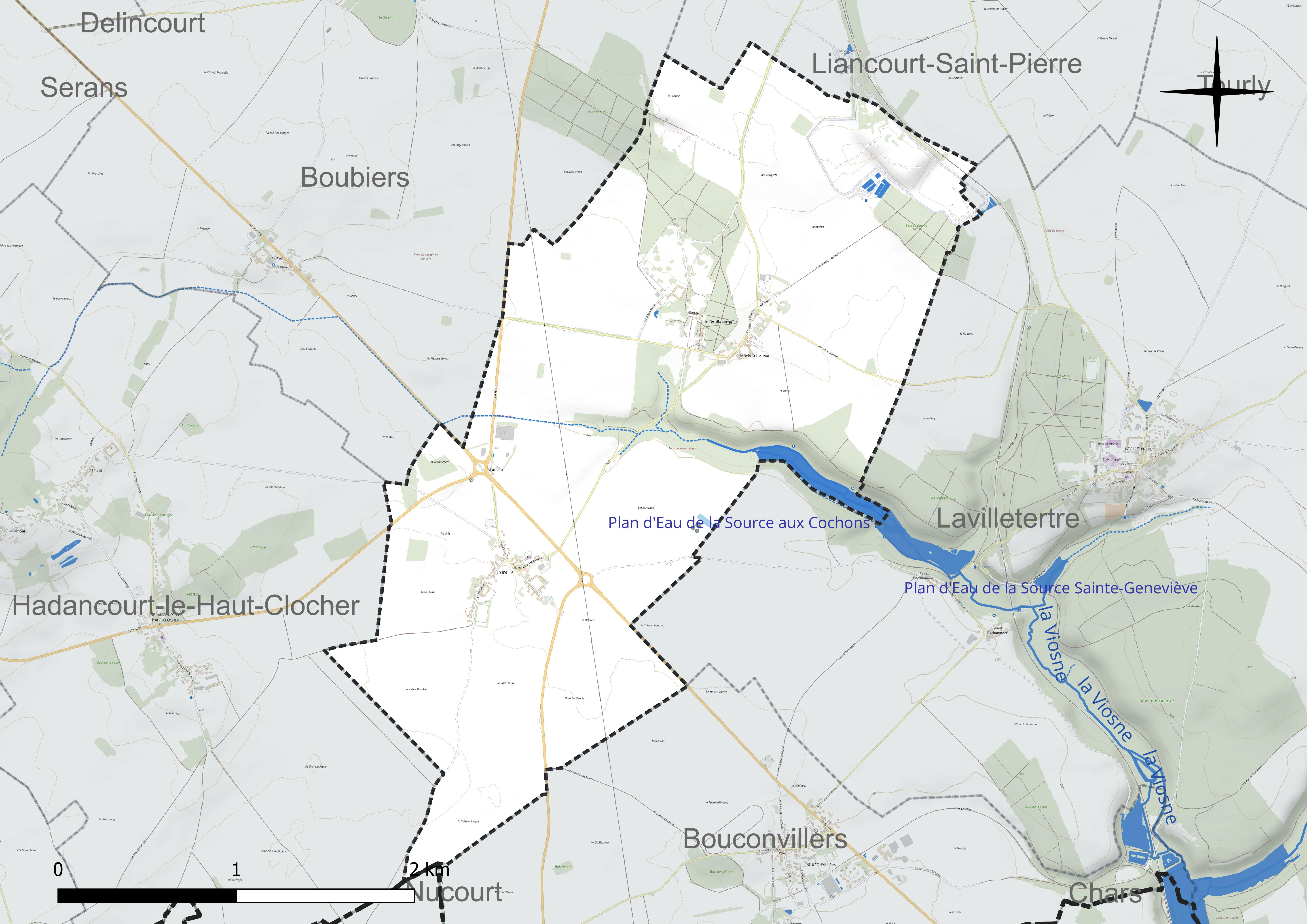
Réseau hydrographique de Lierville.

La commune est située dans le bassin Seine-Normandie.
C'est sur le territoire de cette petite commune et en contrebas du village que la Viosne prend sa source et coule vers l'est en direction de l'étang de Lavilletertre,.
La Viosne, d'une longueur de 29 km, prend sa source dans la commune  et se jette  dans l'Oise à Pontoise, après avoir traversé 14 communes.
Un plan d'eau complète le réseau hydrographique : le plan d'eau de la Source aux Cochons, d'une superficie totale de 12,7 ha (6,7 ha sur la commune),.

### Climat
Pour des articles plus généraux, voir Climat des Hauts-de-France et Climat de l'Oise.
En 2010, le climat de la commune est de type climat océanique dégradé des plaines du Centre et du Nord, selon une étude du CNRS s'appuyant sur une série de données couvrant la période 1971-2000. En 2020, Météo-France publie une typologie des climats de la France métropolitaine dans laquelle la commune est exposée à un climat océanique et est dans la région climatique Sud-ouest du bassin Parisien, caractérisée par une faible pluviométrie, notamment au printemps (120 à 150 mm) et un hiver froid (3,5 °C).
Pour la période 1971-2000, la température annuelle moyenne est de 10,7 °C, avec une amplitude thermique annuelle de 14,5 °C. Le cumul annuel moyen de précipitations est de 722 mm, avec 11,5 jours de précipitations en janvier et 8,1 jours en juillet. Pour la période 1991-2020, la température moyenne annuelle observée sur la station météorologique la plus proche, située sur la commune de Jaméricourt à 13 km à vol d'oiseau, est de 11,0 °C et le cumul annuel moyen de précipitations est de 695,7 mm,. Pour l'avenir, les paramètres climatiques de la commune estimés pour 2050 selon différents scénarios d'émission de gaz à effet de serre sont consultables sur un site dédié publié par Météo-France en novembre 2022.

## Urbanisme

### Typologie
Au 1er janvier 2024, Lierville est catégorisée commune rurale à habitat dispersé, selon la nouvelle grille communale de densité à sept niveaux définie par l'Insee en 2022.
Elle est située hors unité urbaine. Par ailleurs la commune fait partie de l'aire d'attraction de Paris, dont elle est une commune de la couronne,.

### Occupation des sols

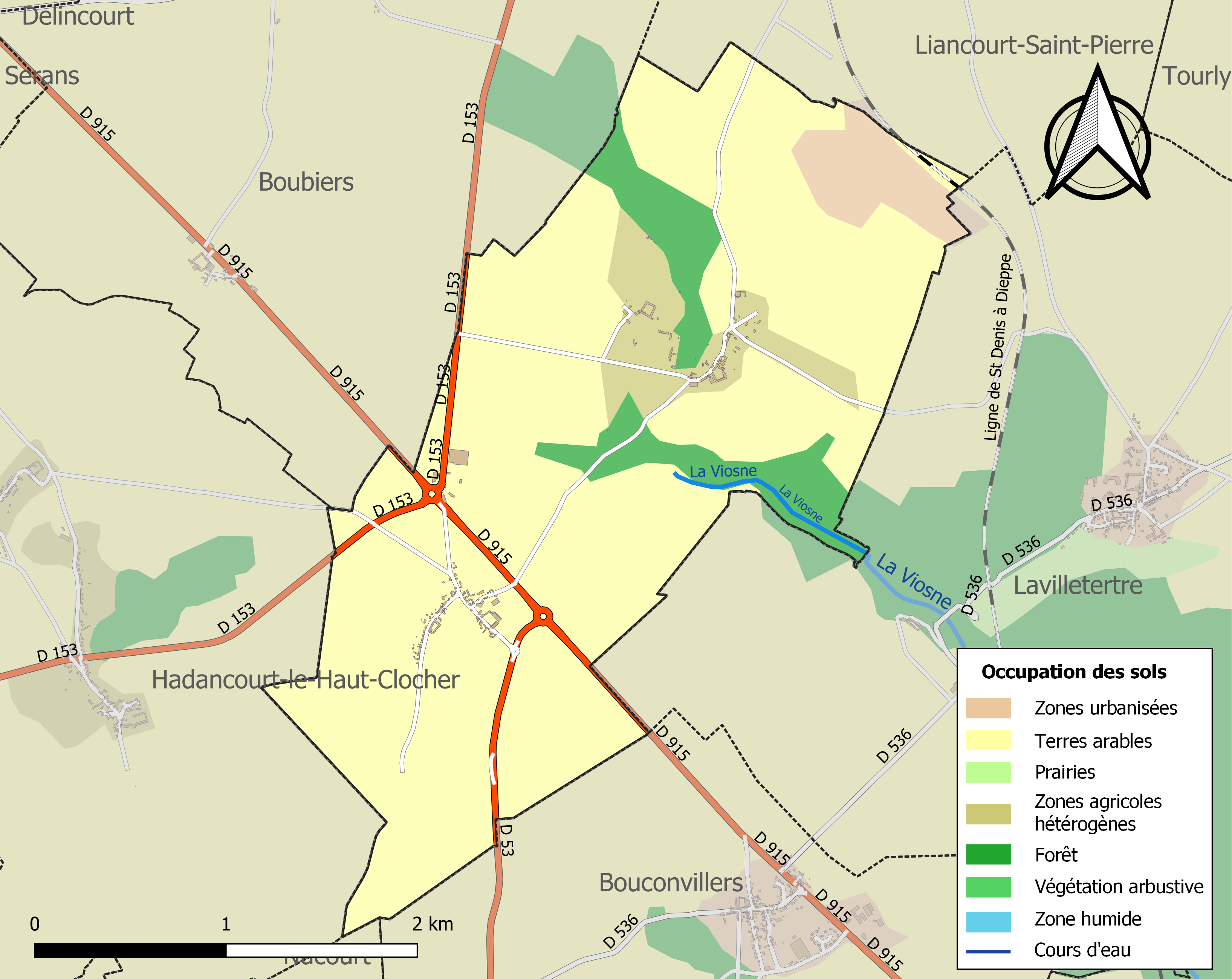
Carte des infrastructures et de l'occupation des sols de la commune en 2018 (CLC).

L'occupation des sols de la commune, telle qu'elle ressort de la base de données européenne d'occupation biophysique des sols Corine Land Cover (CLC), est marquée par l'importance des territoires agricoles (87,2 % en 2018), en diminution par rapport à 1990 (91,4 %).
La répartition détaillée en 2018 est la suivante : terres arables (80,5 %), forêts (8,6 %), zones agricoles hétérogènes (6,7 %), mines, décharges et chantiers (4,3 %).
L'évolution de l'occupation des sols de la commune et de ses infrastructures peut être observée sur les différentes représentations cartographiques du territoire : la carte de Cassini (XVIIIe siècle), la carte d'état-major (1820-1866) et les cartes ou photos aériennes de l'IGN pour la période actuelle (1950 à aujourd'hui).

### Lieux-dits, hameaux et écarts
La commune compte un hameau, le Bois Guillaume, où se trouve le château du Boulleaume, et l'écart du Branchu, au rond-point entre l'ex RN 15 et la RD 153.

### Habitat et logement
En 2021, le nombre total de logements dans la commune était de 95, alors qu'il était de 98 en 2016 et de 94 en 2011.
Parmi ces logements, 86,2 % étaient des résidences principales, 2,1 % des résidences secondaires et 11,7 % des logements vacants. Ces logements étaient  tous des maisons individuelles.
Le tableau ci-dessous présente la typologie des logements à Lierville en 2021 en comparaison avec celle de l'Oise et de la France entière. Une caractéristique marquante du parc de logements est ainsi la faible proportion des résidences secondaires et logements occasionnels (2,1 %) par rapport au département (2,4 %) et à la France entière (9,7 %).
| Typologie                                               | Lierville | Oise | France entière |
| ------------------------------------------------------- | --------- | ---- | -------------- |
| Résidences principales (en %)                           | 86,2      | 90,5 | 82,2           |
| Résidences secondaires et logements occasionnels (en %) | 2,1       | 2,4  | 9,7            |
| Logements vacants (en %)                                | 11,7      | 7    | 8,1            |

### Voies de communication et transports
Lierville est desservi par l'ancienne route nationale 15 (France) (actuelle RD 915) qui la relie à Gisors et à Pontoise. Deux routes départementales s'y embranchent : la RD 153 vers Magny-en-Vexin et Chaumont-en-Vexin, et la RD 53 vers le sud et Meulan-en-Yvelines.
La commune est desservie, en 2023, par les lignes 604, 609, 6106 et 6136 du réseau interurbain de l'Oise. Elle est également desservie par la ligne 95-46 du réseau de bus du Vexin.
Le territoire communal est tangenté au nord par la ligne de Saint-Denis à Dieppe, dont la station la plus proche est la gare de Lavilletertre, desservie par des trains de la ligne J du Transilien effectuant des missions entre les gares de Paris-Saint-Lazare et de Gisors.

## Histoire
En 1859, la commune disposait d'une mairie-école et ses habitants vivaient de l'agriculture.

## Politique et administration

### Rattachements administratifs et électoraux

#### Rattachements administratifs
La commune se trouve dans l'arrondissement de Beauvais du département de l'Oise.
Elle faisait partie depuis 1801 du canton de Chaumont-en-Vexin. Dans le cadre du redécoupage cantonal de 2014 en France, cette circonscription administrative territoriale a disparu, et le canton n'est plus qu'une circonscription électorale.

#### Rattachements électoraux
Pour les élections départementales, la commune fait partie depuis 2014 d'un nouveau canton de Chaumont-en-Vexin porté de 37 à 73 communes.
Pour l'élection des députés, elle fait partie de la deuxième circonscription de l'Oise.

### Intercommunalité
Lierville est membre de la communauté de communes du Vexin-Thelle, un établissement public de coopération intercommunale (EPCI) à fiscalité propre créé en 2000 et auquel la commune a transféré un certain nombre de ses compétences, dans les conditions déterminées par le code général des collectivités territoriales.

### Liste des maires
| Période                                  | Période                        | Identité                       | Étiquette | Qualité                                              |
| ---------------------------------------- | ------------------------------ | ------------------------------ | --------- | ---------------------------------------------------- |
| Les données manquantes sont à compléter. |                                |                                |           |                                                      |
|                                          |                                |                                |           |                                                      |
| avant 1988                               |                                | Daniel Lecourt                 |           |                                                      |
|                                          |                                |                                |           |                                                      |
| mars 2001                                | En cours (au 30 novembre 2023) | Pierre Le Sellier de Chezelles | MoDem     | Agriculteur retraité Réélu pour le mandat 2020-2026, |

## Équipements et services publics

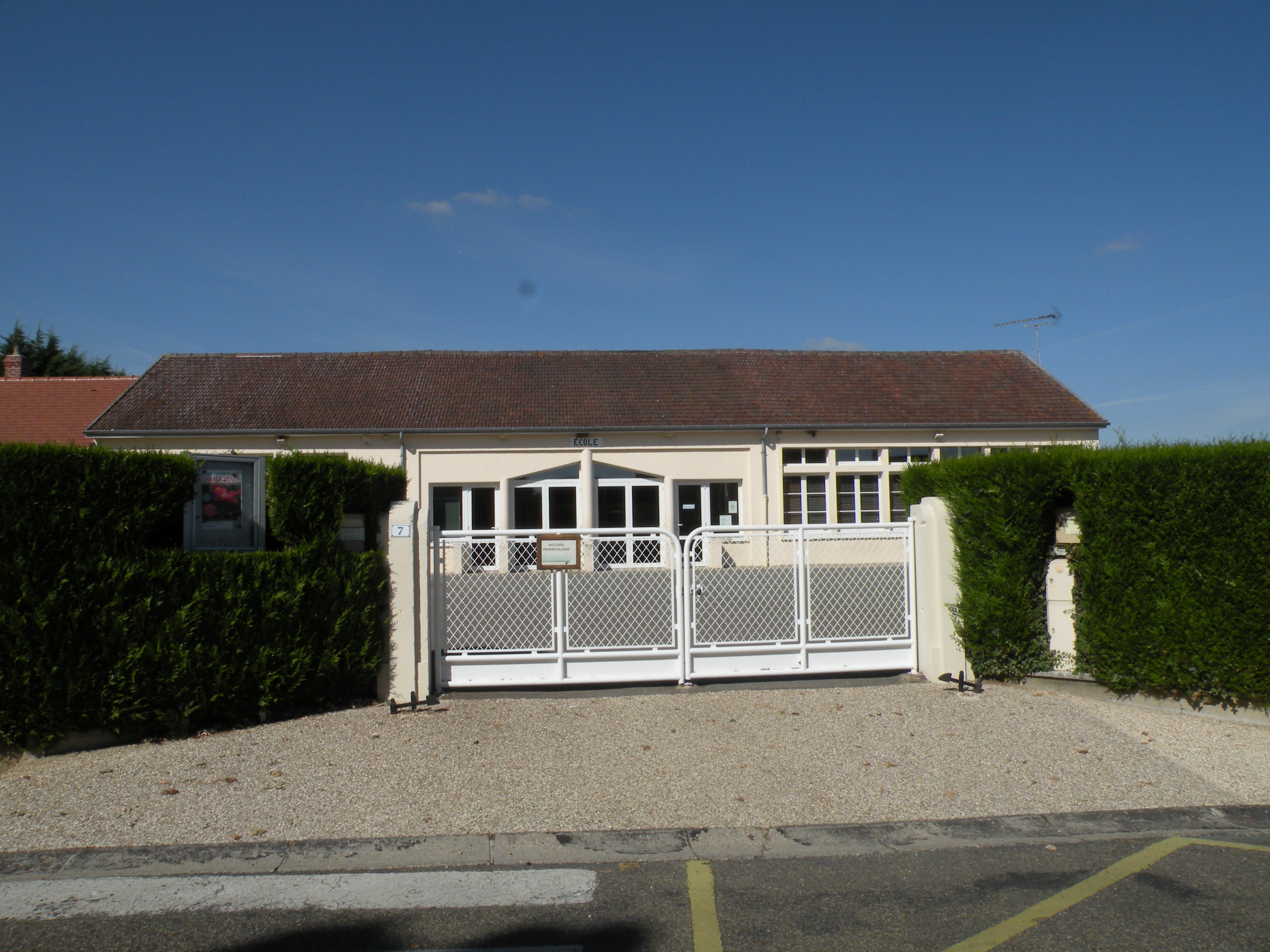
L'entrée de l'école.

## Population et société

### Démographie

#### Évolution démographique
L'évolution du nombre d'habitants est connue à travers les recensements de la population effectués dans la commune depuis 1793. Pour les communes de moins de 10 000 habitants, une enquête de recensement portant sur toute la population est réalisée tous les cinq ans, les populations de référence des années intermédiaires étant quant à elles estimées par interpolation ou extrapolation. Pour la commune, le premier recensement exhaustif entrant dans le cadre du nouveau dispositif a été réalisé en 2008.

En 2022, la commune comptait 222 habitants, en évolution de −5,13 % par rapport à 2016 (Oise : +0,87 %, France hors Mayotte : +2,11 %).
| 1793 | 1800 | 1806 | 1821 | 1831 | 1836 | 1841 | 1846 | 1851 |
| ---- | ---- | ---- | ---- | ---- | ---- | ---- | ---- | ---- |
| 295  | 191  | 202  | 187  | 198  | 195  | 178  | 186  | 193  |

| 1856 | 1861 | 1866 | 1872 | 1876 | 1881 | 1886 | 1891 | 1896 |
| ---- | ---- | ---- | ---- | ---- | ---- | ---- | ---- | ---- |
| 183  | 171  | 168  | 169  | 183  | 208  | 224  | 216  | 228  |

| 1901 | 1906 | 1911 | 1921 | 1926 | 1931 | 1936 | 1946 | 1954 |
| ---- | ---- | ---- | ---- | ---- | ---- | ---- | ---- | ---- |
| 236  | 238  | 284  | 234  | 255  | 299  | 288  | 296  | 252  |

| 1962 | 1968 | 1975 | 1982 | 1990 | 1999 | 2006 | 2008 | 2013 |
| ---- | ---- | ---- | ---- | ---- | ---- | ---- | ---- | ---- |
| 254  | 261  | 263  | 244  | 228  | 245  | 228  | 224  | 240  |

| 2018 | 2022 | - | - | - | - | - | - | - |
| ---- | ---- | - | - | - | - | - | - | - |
| 219  | 222  | - | - | - | - | - | - | - |

#### Pyramide des âges
La population de la commune est relativement jeune.
En 2018, le taux de personnes d'un âge inférieur à 30 ans s'élève à 39,2 %, soit au-dessus de la moyenne départementale (37,3 %). À l'inverse, le taux de personnes d'âge supérieur à 60 ans est de 16,9 % la même année, alors qu'il est de 22,8 % au niveau départemental.
En 2018, la commune comptait 107 hommes pour 112 femmes, soit un taux de 51,14 % de femmes, légèrement supérieur au taux départemental (51,11 %).
Les pyramides des âges de la commune et du département s'établissent comme suit.
| Hommes | Classe d’âge | Femmes |
| ------ | ------------ | ------ |
| 0,9    | 90 ou +      | 0,9    |
| 3,7    | 75-89 ans    | 6,3    |
| 11,2   | 60-74 ans    | 10,7   |
| 28,0   | 45-59 ans    | 17,9   |
| 19,6   | 30-44 ans    | 22,3   |
| 17,8   | 15-29 ans    | 13,4   |
| 18,7   | 0-14 ans     | 28,6   |

| Hommes | Classe d’âge | Femmes |
| ------ | ------------ | ------ |
| 0,5    | 90 ou +      | 1,4    |
| 5,5    | 75-89 ans    | 7,6    |
| 15,6   | 60-74 ans    | 16,3   |
| 20,8   | 45-59 ans    | 20     |
| 19,4   | 30-44 ans    | 19,4   |
| 17,6   | 15-29 ans    | 16,2   |
| 20,6   | 0-14 ans     | 19,1   |

## Économie
Le centre d’enfouissement technique de Liancourt-Saint-Pierre, créé initialement en 1934 sur d'anciennes carrières, s'étend en partie sur Lierville. Son exploitant, Suez, envisage son  extension au-dela de l'horizon 2026, projet contesté par certains habitants et par l'association Les amis du Bochet.

## Culture locale et patrimoine

### Lieux et monuments
Lierville compte un monument historique sur son territoire :
- Église Saint-Martin  Inscrite MH (1969)[26]) : elle possède l'un des rares clochers octogonaux de la région et un portail roman assez remarquable, bien que mutilé. Les deux datent du milieu du XIIe siècle. Le chœur avec ses deux chapelles latérales présente extérieurement une belle homogénéité, mais parmi ses six travées, il n'y a que deux qui sont voûtées de la même façon. Enfin, le bas-côté flamboyant d'une exécution soignée témoigne toujours d'un projet de voûtement de la nef resté inachevé depuis le milieu du XVIe siècle[27]. 
L’église compte une poutre de gloire  à l'entrée du chœur, du XVIe siècle, diverses statues du XVIe siècle et des fonts baptismaux de 1544[28],[29].

On peut également signaler :
- Le château du Boulleaume, résidence de la famille Le Sellier de Chézelle, construit en 1640 pour Antoine de Joigny et largement remanié en 1822. Il a été habité par Louis-Nicolas Robert de Lierville, ancien conseiller au Parlement de Paris, de noblesse de robe[2].
- La chapelle Saint-Leu, édifiée en bordure du parc du château du Boulleaume au XIVe siècle, de plan rectangulaire. La façade est ornée d'une rosace à cinq lobes, très restaurée, surmontée d'un petit clocher à double arcade. Au chevet s’ouvre une grande fenêtre (restaurée également) à deux lancettes tréflées surmontées d’une rose à cinq lobes.
L'édifice est remarquable par son aménagement intérieur, avec sa charpente d'origine, dont les sablières sont ornées de petits motifs répétés en alternance, poisson, visage, feuille[30]. 
Une statue de Saint-Leu était vénérée et utilisée pour la guérison des animaux. Cet usage se maintenait au début du XXe siècle lors d'épidémies de fièvre[31].

- Le Bois-Guillaume, un jardin d'agrément[32].
- Calvaires.

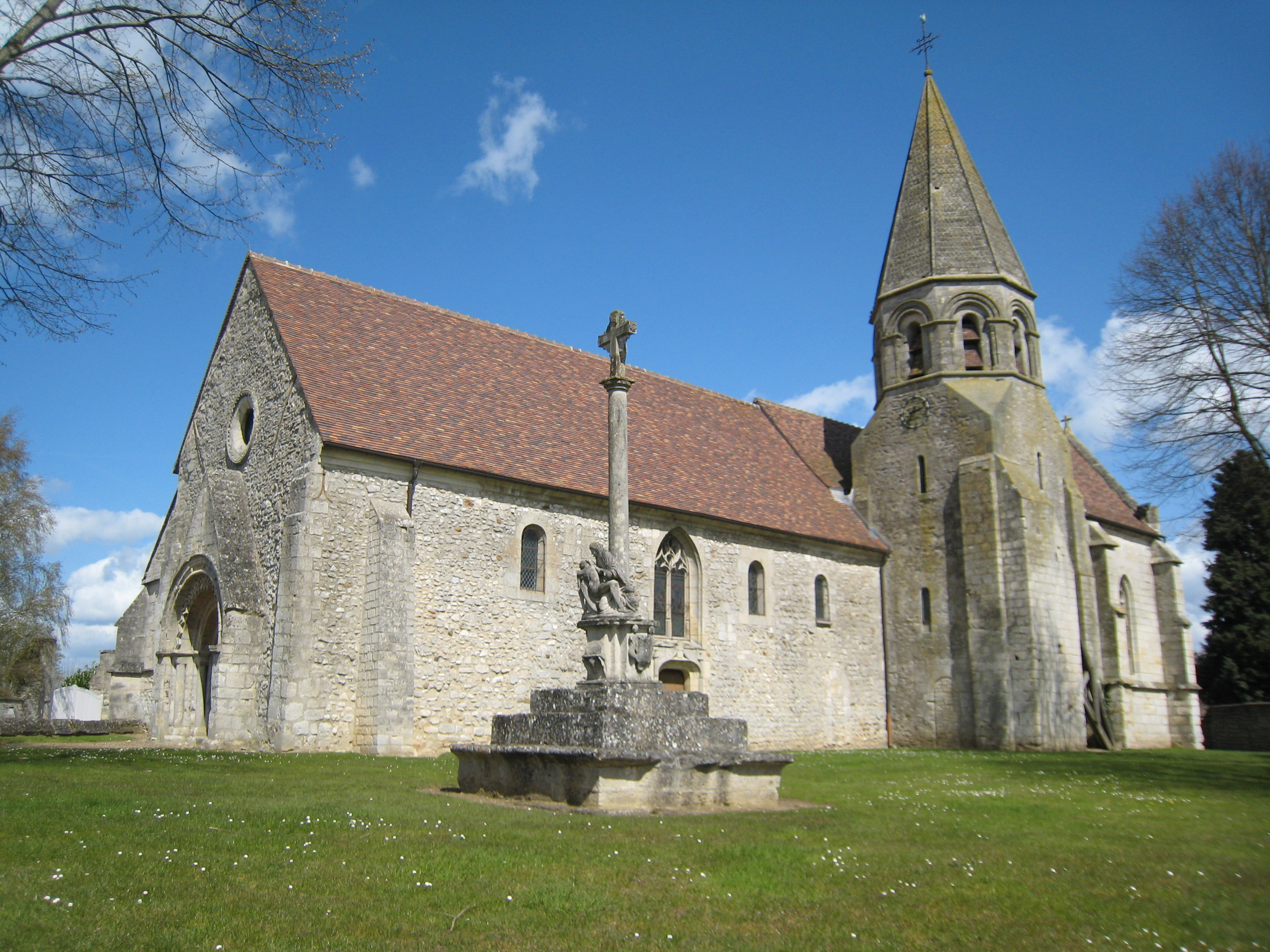
L'église Saint-Martin...
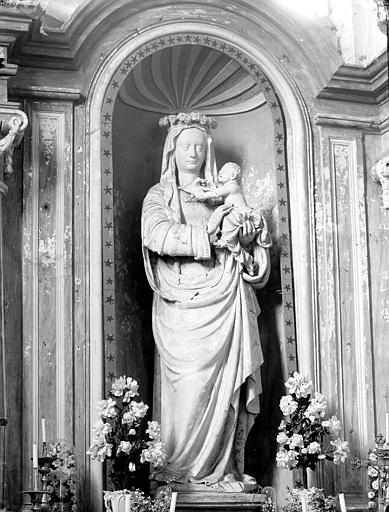
... sa Vierge à l'Enfant  Classée MH (1905)...
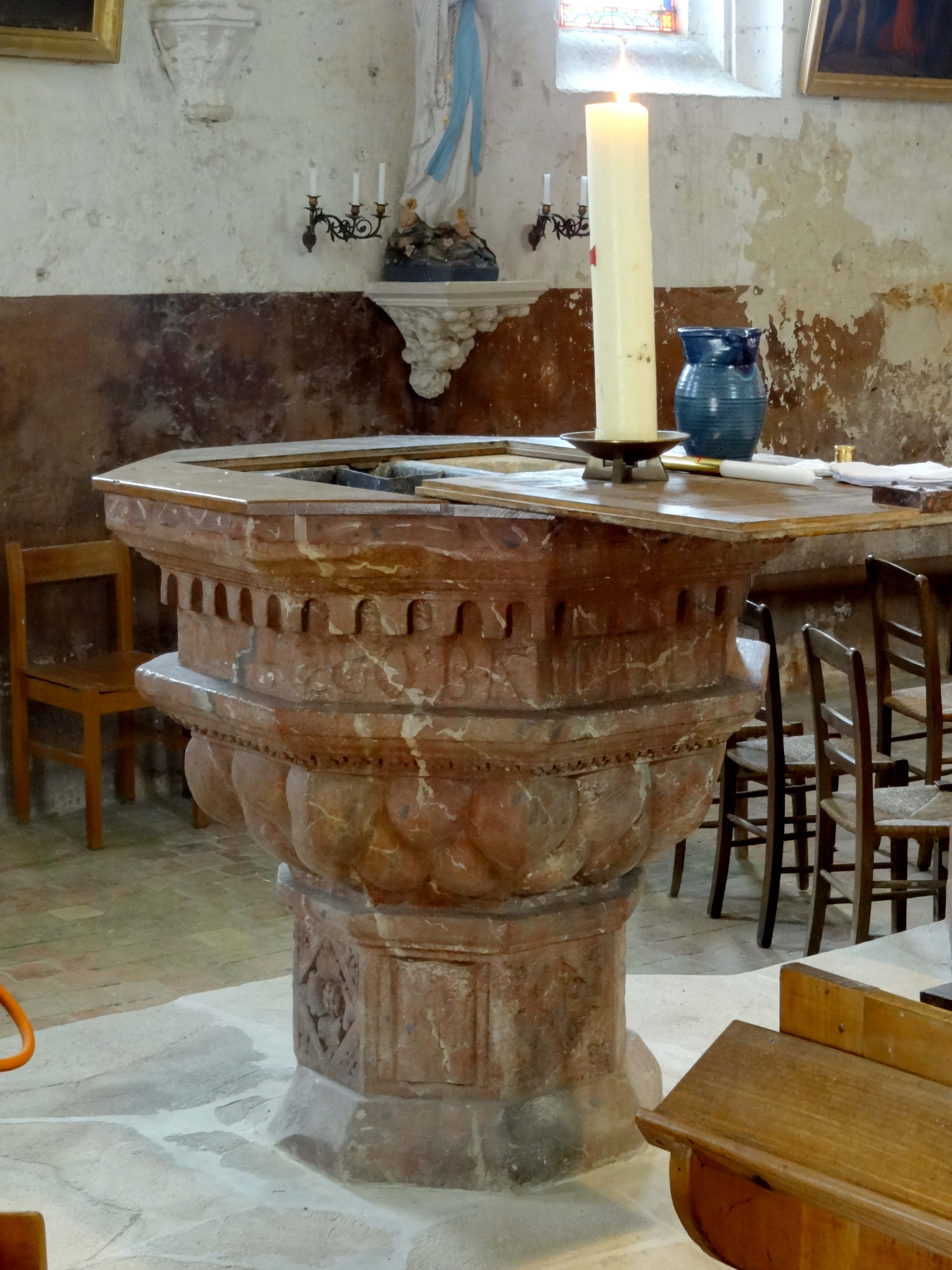
... et ses fonts baptismaux  Classé MH (1912)
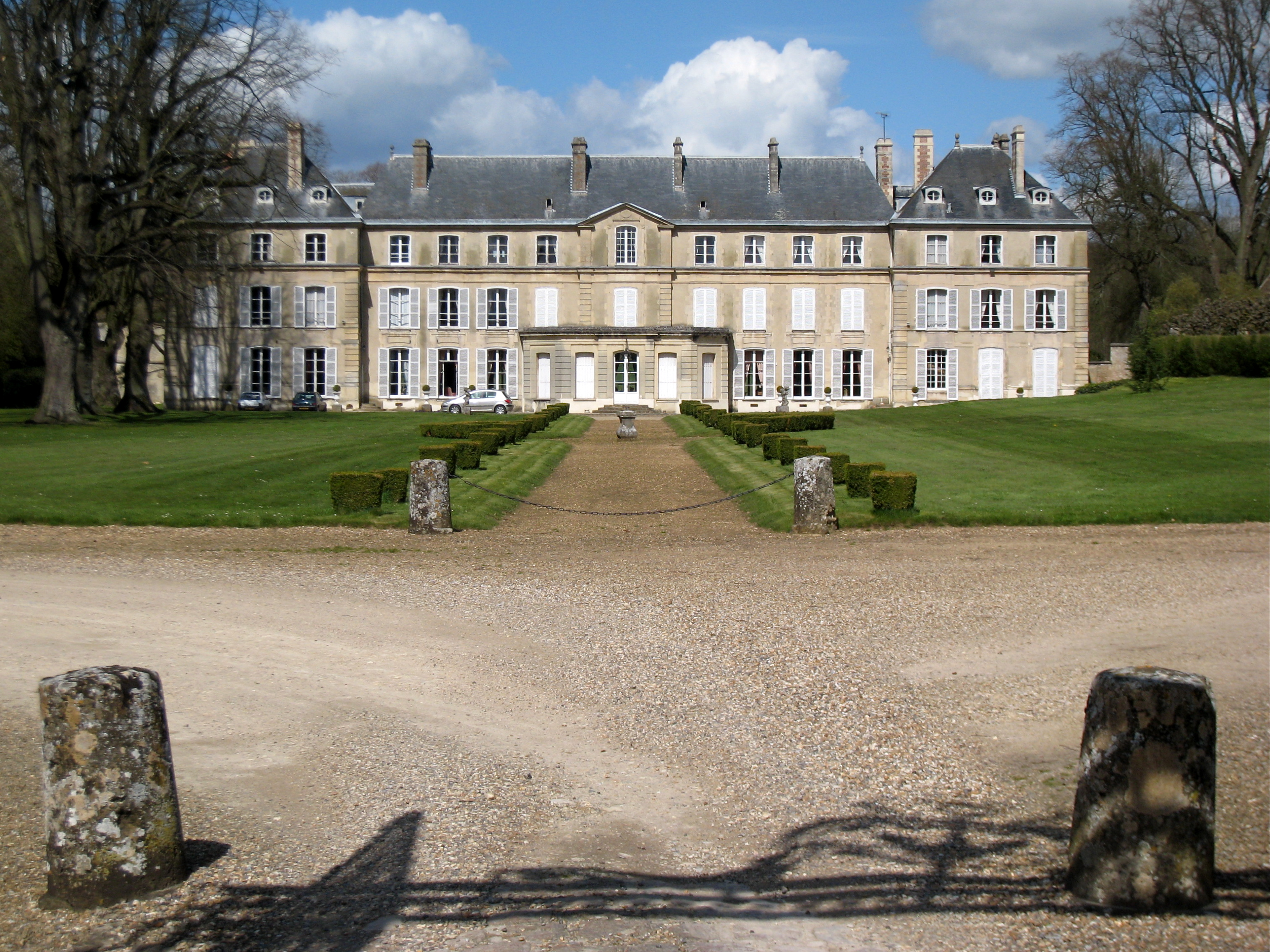
Le château du Boulleaume.
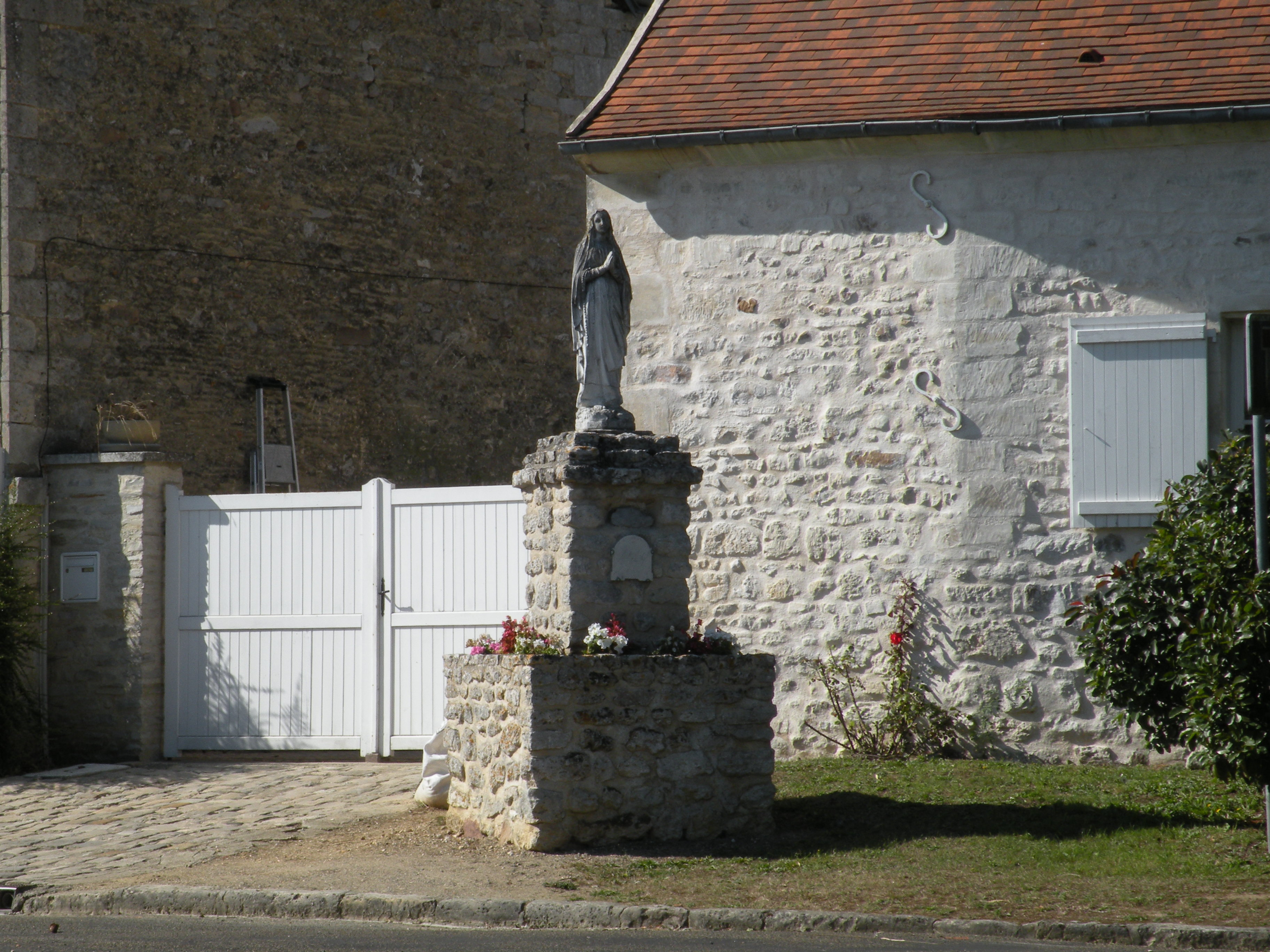
Statue de la Vierge.

## Pour approfondir